# Milford Haven
Milford Haven (kymriska: Aberdaugleddau) är en ort och en community i Pembrokeshire i Wales. Den grundlades som hamn för valfångare under 1800-talet. Hamnen har senare växt kraftigt, och oljeraffinering är Milford Havens viktigaste inkomstkälla.

Karta.